# 毛肩浮蚕
毛肩浮蚕（学名：Tomopteris cavallii）为浮蚕科浮蚕属的动物。分布于印度洋、北大西洋、太平洋，包括东海、台湾海峡、南海等海域。